# Hendrik Nanneshof
Het Hendrik Nanneshof is een monumentaal pand in Bolsward in de provincie Friesland.

## Beschrijving
In een pand aan de Kerkstraat werd in 1522 het voormalig armhuis gesticht door Hendrik Nannes en Catrijn Epes. Het rijke gasthuis in Bolsward was het Sint Anthonygasthuis. In 1777 kwam een uitbreiding aan de Broerestraat tot stand. Hierin bevond zich een voogdenkamer. In 1861 werd naar ontwerp van D.G. de Jong een neoclassicistisch gebouw tot stand gebracht, ter vervanging van het pand aan de Kerkstraat. In 1873 werd naar ontwerp van J.A. van der Kloes een turfhuis in neorenaissance-vormen gebouwd. In 1925 werd naar plannen van J.P. Postma de vleugel aan de Broerestraat vervangen. De betimmeringen in Lodewijk XIV-stijl van de voogdenkamer werden herplaatst.

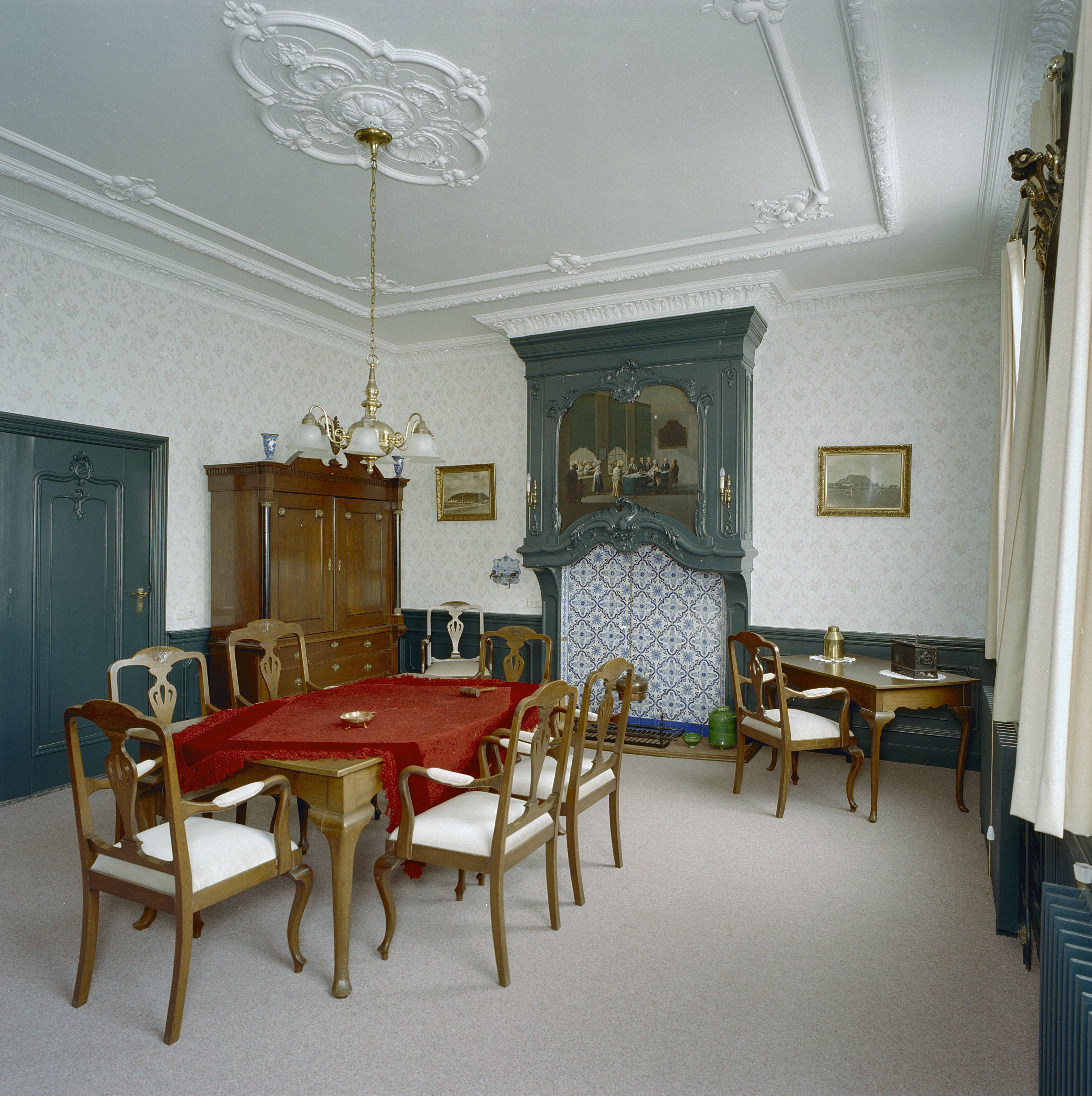
Voogdenkamer
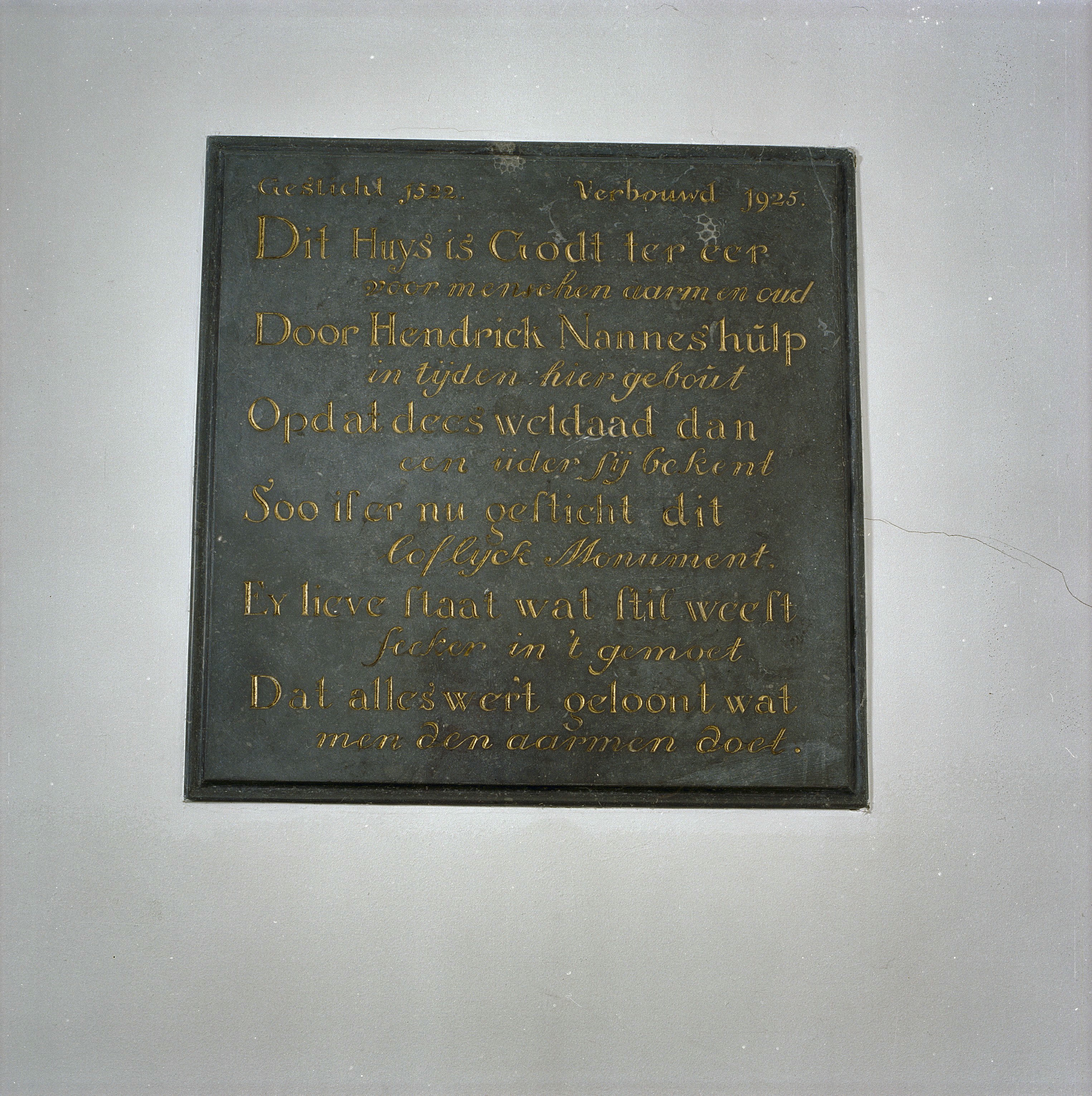
Gevelsteen